# 小林聰美
小林聰美（日语：小林 聡美，1965年5月24日—），日本女演員、作家，東京都出身。小林聰美因演出多部小品題材的療癒系作品，而獲得穩定的支持度，被視為「樂活」路線的代表性演員。

## 職業生涯
1979年，小林聰美在中學二年級時，因參加武田鐵矢主演的話題電視劇《3年B組金八先生》試鏡，徵選上飾演其中的學生一角。1982年，主演大林宣彥執導的電影《轉校生》，並以此片獲得第6回日本電影金像獎新人獎，並開始受到矚目。
1988年，因演出富士電視台深夜劇《果然還是喜歡貓》的三女「きみえ」而知名度一舉上升。
2003年，初次主演電視劇，為日本電視台的《西瓜》，並多次和知名編劇二人組木皿泉合作。2004年，演出自閉症題材的《與光同行》而大獲好評，並獲得第41回日劇學院賞最佳女配角獎。
2007年起，亦擔任日本知名的《我們的時代》等多個對談節目的旁白，並出版數部散文、札記。

## 人物
- 血型AB型，身高156公分。擅長游泳。
- 1988年，因電視劇《果然還是喜歡貓（日语：やっぱり猫が好き）》而結識知名編劇三谷幸喜，兩人於1995年10月10日結婚。2011年，透過經紀公司表示在5月23日已正式提交離婚申請，結束16年夫妻關係。聲明稿表示「走到這一步並沒有一個明確的理由。只是長年一起生活，不管是在思考方式還是在價值觀都產生了差別，這些差別漸漸積累，變得越來越大。我們決定分別過好屬於自己的人生、在屬於自己的路上走下去。」[4][5]

## 戲劇演出
註：「角色名」粗體表主演

### 電視劇
- 3年B組金八先生（TBS電視台） - 安恵美智子 
  - 3年B組金八先生第1系列（1979年 - 1980年）
  - 3年B組金八先生第2系列 第13話「同窓会・贈る言葉」（1980年12月26日）
  - 3年B組金八先生 SP1・贈る言葉（1982年）
  - 3年B組金八先生 SP3・小さな嘘（1984年）
  - 3年B組金八先生 SP5・先生の暴力 生徒の暴力（1986年）
- 花嫁（1986年，TBS電視台）
- 池中玄太80キロ（1980年，日本電視台） - 杉田かおる的同學 （第6話客串）
- 陽あたり良好!（1982年，日本電視台） - 同級生
- 噂の刑事トミーとマツ 第2系列第40(105)話「マツも仰天 空飛ぶトミー」（1982年，TBS電視台）- 上条あやこ
- 特捜最前線 第370話「隅田川慕情!」（1984年，朝日電視台）
- 新・大江戸捜査網 第11話「暴走娘 涙の五千両」（1984年，東京電視台） - お文
- イエスの方舟（1985年，TBS電視台）
- 金田一耕助の傑作推理 死仮面（1986年，TBS電視台） - 白井澄子
- 痛快!OL通り（1986年，TBS電視台）
- 廣播電台也瘋狂（1987年，富士電視台）
- 搖擺荳牙夢（1988年，TBS電視台） - 大川のぞみ
- SP BINBIN物語 SP（1988年，富士電視台）
- 果然還是喜歡貓（日语：やっぱり猫が好き）（1988年，富士電視台） - 恩田きみえ
  - やっぱり猫が好き殺人事件（1990年）
  - やっぱり猫が好き 京都大騒動編（1990年）
  - 新・やっぱり猫が好き（1990年）
  - やっぱり猫が好き 新作 '98（1998年）
  - やっぱり猫が好き 新作2001（2001年）
  - やっぱり猫が好き2003（2003年）
  - やっぱり猫が好き2005（2005年）
  - やっぱり猫が好き2007（2007年）
- 恋人関係（1988年，TBS電視台）
- 空と海をこえて（1989年，TBS電視台） - 安藤晴美
- 三毛猫ホームズシリーズ（1989年～1991年，朝日電視台） - 片山晴美
- LUCKY・天使，都へ行く（1989年，富士電視台）
- 紐約戀愛物語II（日语：ニューヨーク恋物語#ニューヨーク恋物語II 男と女（1990年））（1990年，富士電視台） - 岡村里子
- 鍵師（1993年～1997年，富士電視台） - 白井留美
- ビートたけしのつくり方（富士電視台）
  - 「大家族主義」（1993年） - 斉藤たか子
  - 「堀切家の人々」（1994年） - 斉藤たか子
- 泣きたい夜もある （1993年，每日放送・TBS電視台）
- 金曜日の離婚したい妻たちへ（1995年，TBS電視台）
- 鑽石女郎（日语：Missダイヤモンド）（1995年，朝日電視台） - 咲坂サチ
- 快遞高手（日语：ギフト (テレビドラマ)）（1997年，富士電視台） - ジュリエット星川
- 閃亮的人生（日语：きらきらひかる (郷田マモラ)）系列（富士電視台） - 黑川榮子 
  - きらきらひかる（1998年）
  - きらきらひかる SP 1 （1999年）
  - きらきらひかる SP 2（2000年）
- 雙子偵探（日语：双子探偵）（1999年，NHK教育） - 岩崎羽衣
- 戀愛結婚法則（日语：恋愛結婚の法則）（1999年，富士電視台） - 中嶋千明
- 多情城市・第3話 長崎・雲仙恋人と10年ぶりの再会・私が愛したゴースト（1999年，富士電視台） - 岸川直子
- 秘密の花園（1999年，日本電視台）
- 忠臣藏1/47（日语：忠臣蔵1/47）（2001年，富士電視台） - 大石りく
- 叫她第一名（2001年，富士電視台） - 生田加寿子
- トトの世界〜最後の野生児〜（2001年，NHK） - 笹目結子
- みそじ魂（2001年，朝日電視台）
- 秀逗男護士（日语：ナースマン） （2002年，日本電視台） - 東芳江
- 西瓜（2003年，日本電視台） - 早川基子
- 川流入海（日语：川、いつか海へ 6つの愛の物語）（2003年，NHK） - 田沼敏江
- 與光同行（2004年，日本電視台） - 里緒秀美
- 仙人掌之旅（日语：サボテン・ジャーニー）（2004年，日本電視台） - 長谷川綾
- 不愉快的基因（2005年，富士電視台） - 神宮寺潤
- 神不擲骰子（日语：神はサイコロを振らない）（2006年，日本電視台） - 黛ヤス子
- 比誰都愛媽媽（日语：誰よりもママを愛す）（2006年，TBS電視台） - 津波こずえ
- その5分前「明日への船出」（2006年，NHK）
- Sexy voice & Robo（日语：セクシーボイスアンドロボ）（2007年，日本電視台） - 昭子 （第8・9話客串）
- 1磅的福音（2008年，日本電視台） - 向田聖子
- 2COOL!（日语：2クール） （2008年，日本電視台）
- 紅鼻子老師（日语：赤鼻のセンセイ） （2009年7月 - 9月，日本電視台） - 太川絹
- 唐吉訶德 （2011年7月 - 9月，日本電視台） - 水盛ミネコ
- 黑之女教師 （2012年7月 - 9月，TBS電視台） - 藤井彩
- 麵包、湯與貓咪日和（日语：パンとスープとネコ日和）（2013年7月 - 8月，WOWOW） - アキコ
- anone （2018年1月 - 3月，日本電視台） - 青羽るい子
- 蔚藍海岸N10 （页面存档备份，存于） 「コートダジュールNﾟ10」(2017年11月20日，WOWOW和Hulu共同製作電視劇)
- 彩虹粉筆 與智能障礙者共同走過的小鎮工廠奇蹟（2023年8月26日，日本電視台）- 三輪加代子
- 春暖花開的那一天（2024年1月 - 3月，關西電視台・富士電視台） - 杉村節子
- 住宅區的兩人（2024年9月 - 11月，NHK） - 櫻井柰津子
- 法庭之龍（2025年1月 - 3月，東京電視台）- 乾利江

### 電影
- 轉校生（1982年，松竹） - 斉藤一美
- 廢市（日语：廃市）（1984年，ATG） - 貝原安子
- さびしんぼう（1985年，東寶） - 雨野ユキミ
- 彼のオートバイ，彼女の島（1986年，東宝）
- 恋する女たち（1986年，東寶） - 大江絹子
- 永遠的1/2（日语：永遠の1/2 (小説)）（1987年，東寶） - ぼくの妹
- パッセンジャー 過ぎ去りし日々（1987年，松竹） - 吉本育美
- グリーンレクイエム（1989年，東北新社） - 井上和子
- 北京的西瓜（日语：北京的西瓜）（1989年，松竹）
- 哥吉拉vs摩斯拉（1992年，東寶） - 手塚雅子
- てなもんや商社（1998年，松竹） - ひかり
- キリコの風景（1998年，日活） - 霧子
- スイート・スイート・ゴースト（2000年，日活） - 鄰近的大姐姐
- 竜馬の妻とその夫と愛人（2002年，東寶） - きみえ
- 星銀島（2003年，ブエナビスタ） - アメリア （配音版）
- 理由（2004年，アスミック・エース） - 北畠敦子
- 海鷗食堂（日语：かもめ食堂）（2006年，メディアスーツ） - サチエ
- 樂活俱樂部（日语：めがね (映画)）（2007年，日活） - タエコ
- 蛤蟆油（日语：ガマの油 (映画)）（2009年，ファントム・フィルム） - 輝美
- 南國樂活之宿（日语：プール (2009年の映画)）（2009年，Suurkiitos） - 京子
- Water（2010年，Suurkiitos） - セツコ
- 東京綠洲（日语：東京オアシス）（2011年，Suurkiitos） - トウコ
- 紙之月（2014年，松竹） - 隅より子 [6]
- 比海更深（2016年） - 中島千奈津
- 露草（2022年） - 芙美

### 舞台劇
- キュルトヘンの帽子〜グリムの国のジグソーパズル〜（1985年，原作、劇本：萩尾望都　導演：小林裕）
- おかしな2人 女編（2002年，シス・カンパニー　作：尼爾·賽門　導演：鈴木裕美）
- オイル（2003年、NODA MAP　作、導演：野田秀樹）
- 新編・吾輩は猫である（2005年，シス・カンパニー　作：宮本研　導演：井上尊晶）
- ハーパー・リーガン（2010年，パルコ　作：サイモン・スティーヴンス 導演：長塚圭史）
- 宮沢賢治が伝えること（2012年，シス・カンパニー　構成：岩下尚史　導演：栗山民也）─ 朗讀

### 旁白
- 我們的時代 （2007年〜，富士電視台）
- 世界ふれあい街歩き （不定期，NHK）
- くるねこ  第1系列（2009年7月～2010年6月，關西電視台、東海電視台）
- ZIP! （2011年4月〜2012年3月，日本電視台）

## 廣告代言
- 山葉發動機 「JOG」（1992年）
- 輝瑞 「バイシン」
- 朝日飲料 「十六茶」
- 塩野義製藥 「ポポンS」
- 養樂多 「ヤクルト化粧品」
- ミツカン 「ミツカンすし酢」
- 敷島製パン 「Pasco・超熟」
- 關西電力 「オール電化」
- 札幌啤酒 「北海道生搾り」
- Kanebo化粧品 「フレッシェル」
- TOTO 「GREEN MAX 4.8」、「CRASSO」 (2010年-）

## 著作
- 《サボテンのおなら》（1994，扶桑社）
- 《ほげらばり Forget about it》（1994，扶桑社）
- 《凛々乙女》（1995，幻冬舎）
- 《東京100発ガール》（1995年，幻冬舎）
- 《やっぱり猫が好き》（1998年，幻冬舎）─ 與罇真佐子（日语：もたいまさこ）、室井滋合著
- 《案じるより団子汁》（1996年，幻冬舎）
- 《マダム小林の優雅な生活》（1998年，幻冬舎）
- 《キウィおこぼれ留学記》（2002年，幻冬舎）
- 《マダムだもの》（2002年，幻冬舎）
- 《ワタシは最高にツイている》（2007年，幻冬舎）
- 《アロハ魂》（2009年，幻冬舎）

## 獎項
- 1982年第7回報知電影獎新人獎《轉校生》
- 1983年第6回日本電影金像獎新人獎《轉校生》
- 1983年第4回橫濱電影節最佳新人獎《轉校生》
- 2004年第41回日劇學院賞最佳女配角獎《與光同行》
- 2014年第36回橫濱電影節最佳女配角獎《紙之月》
- 2014年第57回藍絲帶獎最佳女配角獎《紙之月》[7]
- 2014年第88回電影旬報獎最佳女配角獎《紙之月》
- 2014年第38回日本電影金像獎優秀助演女優賞《紙之月》
- 2014年第19回日本網路電影大獎助演女優賞《紙之月》

## 外部連結
- 小林聰美╳罇真佐子　食堂人生的療癒味 （页面存档备份，存于）
- 小林聰美官方網站 （页面存档备份，存于）
- 小林聰美在互联网电影资料库（IMDb）上的資料（英文）（英文）